# Milan Steiner
Milan Steiner  (Sisak, 2. lipnja 1894. – Zagreb, 4. prosinca 1918.) bio je austrougarski i hrvatski slikar i grafičar. 

## Životopis
Milan Steiner je rođen u dobrostojećoj građanskoj obitelji židovskog trgovca Hinka Stinerra i Rozalije (rođ. Deutsch). Kao beba, dadilji je ispao iz ruku i zadobio trajne posljedice: ostao je vrlo nizak, deformiranoga tijela, te je zadobio grbu. 
U sedmoj godini je obolio od tuberkuloze te mu je odstranjeno jedno plućno krilo. Na autoportretima u crtežu, svoje hendikepe nije prikrivao, te oni prije otkrivaju unutarnju snagu kojom se Steiner znao suprotstaviti životnim nedaćama koje su ga pratile od najranijeg djetinjstva.
Poslije Trgovačke akademije, koju je upisao 1909., godine 1912. prelazi na zagrebačku Privremenu višu školu za umjetnost i obrt (kasnije Akademija likovnih umjetnosti), koju je završio 1916.
Pripadao je istoj generaciji kao i Sava Šumanović, Josip Kukec te Bogumil i Dora Car, no tijekom studija često zalazi u društvo kojem su pripadali i Marijan Trepše, Đuro Tiljak, Ignjat Job, Hinko Juhn, Robert Jean Ivanović, s kojima u Kazališnoj kavani naveliko raspravlja o Cezanneu, Kandinskom, kubizmu… Kolegama posuđuje knjige iz svoje biblioteke, u kojoj su se osim umjetničkoj monografija nalazila i Nietzscheova djela, naširoko čitana u to doba, o kojima je Steiner međutim među prvima u ono doba imao jasan kritičan stav.
	U isto vrijeme druguje i s Ljubom Babićem koji 1916. postaje profesorom na Umjetničkoj školi, A. B. Šimićem koji mu objavljuje nekoliko njegovih crteža u svojem „Jurišu“ i postumno piše nekoliko nadahnutih članaka o Steineru, sa Svetislavom Stančićem s kojim je, glazbeno obrazovan (svirao je violinu), dijelio muzičke interese.
	Steiner je za svojeg kratkoga života načinio oko četiristotinjak radova vrlo širokog tematskog spektra: od veduta i pejzaža, preko portreta, figura, interijera i aktova, izvedenih u jednako širokom dijapazonu tehnika: akvarela, pastela, crteža ugljenom, olovkom, perom i kredom, ulja na platnu, bakropisa i litografija…
	Premda se rodio u Sisku, kamo se često vraćao te i ondje slikao, Steiner je po svojim djelima „najzagrebačkiji autor“ (Lilijana Domić).
	Privlače ga prizori s ulice, iz kavana, kazališta, parkova, te slika neke od najljepših eksterijera našega slikarstva prošloga stoljeća, pune ugođaja i ozračja (Kiša, U parku).
	Čitav Steinerov slikarski opus, nastao u nepunih pet godina, likovno je najviše na tragu Miroslava Kraljevića, ali pred kraj je sve više prožet bitno različitom, ekspresionističkom doživljajnošću molskoga ugođaja, koja je najviše odgovarala njegovim egzistencijalističkim životnom pogledima.
	To i nije neobično, jer je Steiner redovito pratio suvremenu likovnu problematiku, osobito vodeći ekspresionistički časopis „Der Sturm“ kojeg se u ono doba moglo kupiti u Zagrebu gotovo istodobno kada bi izašao u Berlinu.
	Umro je početkom prosinca 1918. u svojoj dvadeset i šestoj godini od španjolske gripe, najpogubnije epidemije dvadesetoga stoljeća.